# GNOME 網頁
GNOME 網頁（原名Epiphany）是GNOME桌面下的自由軟體網頁瀏覽器。該瀏覽器是Galeon的分支，由於Galeon開發者希望以功能齊全為目標，因此在發展方向上出現了分歧。Web意在构建符合GNOME人机界面准则的浏览器，奉行简单唯美的理念。
Epiphany原本使用Gecko排版引擎，2.28版使用WebKitGTK+排版引擎。